# Karl Tõnisson
Karl Tõnisson (* 8. Augustjul. / 20. August 1883greg. auf dem Bauernhof Odratsi im Dorf Umbusi, damals Landgemeinde Vana-Põltsamaa, Livland; † 9. Mai 1962 in Rangun, Birma) war ein estnischer Buddhist. Er ist vor allem unter seinem geistlichen Namen „Bruder Vahindra“ bekannt geworden. Sein Spitzname war „barfüßiger Tõnisson“.

## Leben und Wirken
Karl Tõnisson (lettisch Kārlis Tennisons) lebte zunächst in der estnischen Hauptstadt Tallinn und der livländischen Hauptstadt Riga, die damals zum russischen Reich gehörten. 1892 studierte er an der Philosophischen Fakultät der Universität Sankt Petersburg. Dort kam er auch mit buddhistischen Vertretern in Berührung.
1893 fuhr Tõnisson erstmals ins buddhistisch geprägte Burjatien. Er erhielt eine buddhistische „Ausbildung“ im Kloster Agaa in Burjatien. 1900 fuhr Tõnisson in die Mongolei und nach China. Von April bis Juni 1903 lebte er in Petropawlowsk-Kamtschatski auf der russischen Halbinsel Kamtschatka. Bis zum Sommer 1905 hielt er sich im Gebiet der Wüste Gobi, der Inneren Mongolei, der Wüste Taklamakan und in Ich-Chüree (heute Ulaanbaatar) auf. Im selben Jahr stellte der einflussreiche burjatischen Mönch Agvan Doržijev Tõnisson dem XIII. Dalai Lama vor. Die Begegnung hinterließ einen bleibenden Eindruck bei Tõnisson.
1906 wurde Tõnisson als Gläubiger in das Kloster Erdene Dsuu in der Mongolei aufgenommen. Dort machte er auch Bekanntschaft mit dem Ja Lama (1862–1922).
Im Februar 1907 fuhr Tõnisson in die westlichen Teile Russlands zurück, zunächst von Tuwa nach Orenburg. Dort hielt er buddhistischen Vorlesungen. Von dort reiste Tõnisson weiter nach Samara und Saratow sowie nach Astrachan, wo er jeweils Vorträge hielt. 1909 gab Tõnisson in Riga sein erstes Buch mit buddhistischem Gedankengut heraus. 1912 erschien in Tartu eine Sammlung von buddhistischen Sentenzen aus seiner Feder. Er übersetzte auch einige buddhistische Schriften ins Estnische.
Mit Ausbruch des Ersten Weltkriegs wurde Tõnisson in die zaristische Armee einberufen. Er diente im Kaukasus und kämpfte unter anderem in Ostpreußen. 1915 schied er aus der Armee aus. Er zog über Burjatien in die Mongolei und dann weiter nach Tibet. Er war angeblich der erste Este, der nach Lhasa kam. Anschließend kehrte er in die inzwischen in Petrograd umbenannte russische Hauptstadt zurück. Hier war Tõnisson am 1915 fertiggestellten buddhistischen Tempel in Sankt Petersburg aktiv. Bald zog es ihn jedoch wieder nach Burjatien.
1920 kehrte Tõnisson nach Petrograd zurück. In Russland hatten die Bolschewiki inzwischen die Macht übernommen. Der buddhistische Tempel war verwüstet. 1922 lehnten die Behörden der neu gegründeten Republik Estland ein Visum für Tõnisson ab. Stattdessen erhielt Tõnisson die lettische Staatsangehörigkeit.
Tõnisson lebte in der Zwischenkriegszeit teilweise in Estland, teilweise in Lettland. Dort propagierte er buddhistische Ideen, blieb aber in seiner Zeit ein Paradiesvogel. Der XIII. Dalai Lama ernannte ihn (angeblich) 1923 als „Bruder Vahindra“ zum buddhistischen Erzbischof für Lettland und Sangharaja der Buddhisten in Estland, Lettland und Litauen.
Tõnisson glaubte an die Attraktivität buddhistischer Prinzipien auch für seine baltische Heimat. 1928 erschien in Riga sein estnischsprachiges Buch Tulevane Pan-Baltoonia Ilmariik („Das kommende Pan-Baltonische Reich“). 1930 veröffentlichte er in Tartu die programmatische Schrift Mina ja minu jüngrid usume nõnda („Ich und meine Jünger glauben so“). 1930 hielt er in Narva buddhistische Vorlesungen. Tõnisson scharte einen Kreis von Jüngern um sich. Sein Einfluss auf die Verbreitung des Buddhismus in Estland, Lettland und Litauen blieb allerdings begrenzt.
1931 zog Tõnisson gemeinsam mit seinem Narvaer Freund, dem Deutschbalten Friedrich Voldemar Lustig (1912–1989), der später unter dem buddhistischen Namen „Ashin Ananda“ bekannt wurde, endgültig nach Asien. 1935/36 lebten beide in China. Dann zogen sie zunächst nach Ceylon und später nach Thailand. 1941 kritisierten sie die thailändische Regierung wegen ihrer Japan-freundlichen Politik und der Umbenennung des Landes von Siam in Thailand. 1949 wies die thailändische Regierung beide aus. Sie zogen weiter nach Birma. Dort lebten Tõnisson und Lustig als buddhistische Mönche in der Tradition des Hinayana.
Tõnisson starb 1962 in Rangun. Nach seinem Tod wurde er in Birma zum Bodhisattva ernannt. Sein Schüler Friedrich Voldemar Lustig setzte als „Ashin Ananda“ die Arbeit Tõnissons fort. Lustig schrieb 1965 auch Tõnissons Lebensgeschichte unter dem Titel The Mahatma of Baltic: The remarkable life of the Most Rev. Kārlis A. M. Tennisons The Buddhist Archbishop of Latvia nieder.